# نايجل إليس
نايجل إليس (بالإنجليزية: Nigel Ellis) هو عداء سريع جامايكي، ولد في 8 أغسطس 1997 في أبرشية سانت جيمس، جامايكا ‏ في جامايكا.

## وصلات خارجية
- نايجل إليس على موقع الاتحاد الدولي لألعاب القوى (الإنجليزية)
- نايجل إليس على موقع أوليمبيديا (الإنجليزية)